# Зелёная (приток Векшеедихи)
Зелёная — река в России, протекает главным образом в Нагорском районе Кировской области (исток и первый километр течения лежат в Койгородском районе Республики Коми). Устье реки находится в 0,7 км по правому берегу реки Векшеедиха. Длина реки составляет 16 км.
Исток реки в обширном лесном массиве на Северных Увалах на границе Коми и Кировской области в 10 км к северу от посёлка Мытьец Синегорское сельское поселение. Вскоре после истока река перетекает в Кировскую область. Течёт на юг по лесному массиву, последние километры течения течёт параллельно реке Мытец, на перешейке между реками расположен посёлок Мытьец. Впадает в Векшеедиху в 700 метрах выше впадения самой Векшеедихи в Мытец.

## Данные водного реестра
По данным государственного водного реестра России относится к Камскому бассейновому округу, водохозяйственный участок реки — Вятка от истока до города Киров, без реки Чепца, речной подбассейн реки — Вятка. Речной бассейн реки — Кама.
Код объекта в государственном водном реестре — 10010300212111100031280.